# Мадрасский университет
Мадрасский университет (англ. University of Madras, там. சென்னைப் பல்கலைக்கழகம்) — государственный исследовательский университет в г. Ченнаи, Тамилнад, Индия. Один из старейших университетов Индии (наряду с Калькуттским университетом и Университетом Мумбаи). Основан 5 сентября 1857 года декретом Совета по делам Индии Британской Ост-Индской компании. Университет имеет шесть кампусов и включает в себя более 50 кафедр.
Университетский совет был учрежден в январе 1840 года под председательством Джорджа Нортона.  Это событие предшествовало основанию современного Президентского колледжа в Ченнаи. Четырнадцать лет спустя, в 1854 году, был разработан системный образовательный план для Индии (Образовательный доклад сэра Чарльза Вуда), обосновывающий необходимость «создания должным образом структурированной системы образования от начальной школы до университета».  5 сентября 1857 года актом Законодательного совета Индии был учрежден Мадрасский университет, организованный по образцу Лондонского университета.
В 1912 году были сделаны пожертвования университету для создания кафедр индийской истории, археологии, сравнительной филологии и индийской экономики. В общей сложности в том году в университете насчитывалось 17 кафедр, 30 университетских преподавателей, 69 научных сотрудников и 127 университетских публикаций, а бюджет составлял 11 лакхов рупий. Позднее исследовательские и преподавательские функции университета были поддержаны комиссией Сэдлера, а достижения университета были закреплены принятием Закона о Мадрасском университете 1923 года. В то время территориальные границы Мадрасского университета охватывали Берхампур в Ориссе и Хайдарабад в Андхра-Прадеше на севере, Тривандрум в Керале на юго-западе, Бангалор и Мангалор в Карнатаке на западе.
После обретения Индией независимости в 1947 году, создания Комиссии по университетским грантам (UGC) в 1956 году и изменений в политической, социальной и культурной среде, в Закон о Мадрасском университете 1923 года был внесен ряд поправок.  Эти поправки позволили качественные и количественные изменения в юрисдикции и функциях университета.
Мадрасский университет развивался и расширялся на протяжении девятнадцатого века, охватив всю Южную Индию, и впоследствии дал начало и способствовал развитию большинства университетов, а именно: Университета Майсура (1916), Османского университета (1918), Университета Андхры (1926), Университета Аннамалаи (1929), Университета Траванкора (1937), ныне Университета Кералы, Университета Шри Венкатешвары (1954), Университета Мадурай Камарадж (1966), Университета Бхаратидасан (1982), Университета Бхаратиар (1982), Сельскохозяйственного университета Тамил Наду (1971), Университета Анны (1978), Тамильского университета (1981), Университета Мать Терезы (1984), Медицинского университета Тамил Наду им. доктора М.Г.Р. (1989), Университета ветеринарных наук Тамил Наду (1990), Университета Перияр (1997) и Юридического университета Тамил Наду им. доктора Амбедкара (1997). Национальный совет по оценке и аккредитации присвоил Мадрасскому университету "Статус пяти звезд". Комиссия по университетским грантам (UGC) также присвоила ему статус "Университета с потенциалом для совершенства".